# Detectiv

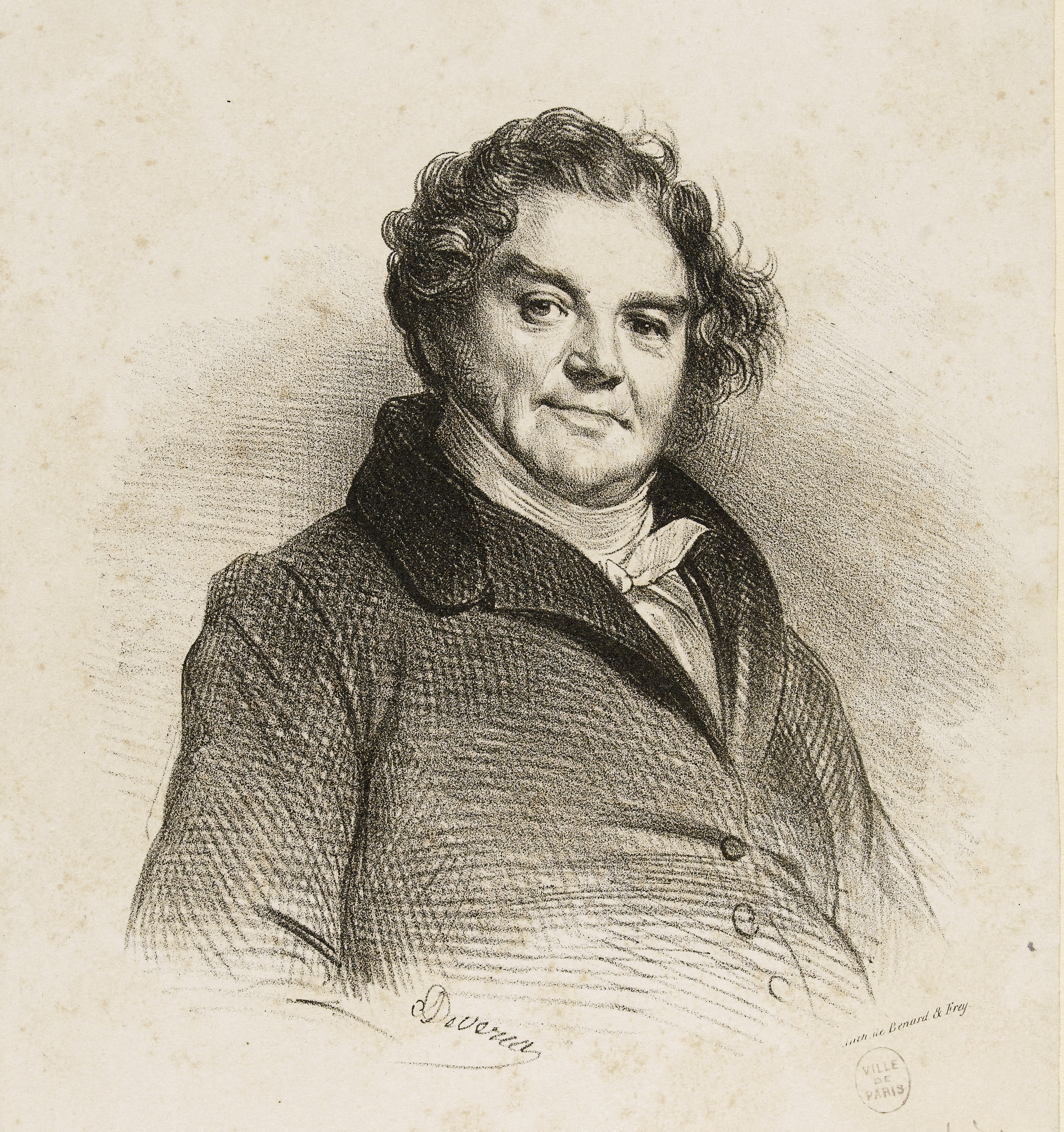
Portretul lui Eugène François Vidocq, primul detectiv particular. Opera pictorului și litografului francez Achille Devéria

Un detectiv este un investigator, de obicei membru al unei agenții de aplicare a legii. Adesea adună informații în vederea soluționării infracțiunilor, vorbind cu martori și informatori, adunând dovezi fizice sau căutând înregistrări în baze de date. Acest lucru îi determină să aresteze criminalii pentru a fi condamnați în instanță. Un detectiv poate lucra pentru poliție sau ca particular. 
În mod informal, și mai ales în ficțiune, un detectiv este o persoană autorizată sau fără licență, care rezolvă infracțiuni, inclusiv infracțiuni istorice, examinând și evaluând indicii și înregistrări personale pentru a descoperi identitatea și / sau unde se află infractorul. 
În multe sistemele de poliție din Europa, cei mai mulți detectivi sunt persoane cu educație superioară care se implică în munca de detectiv în cadrul poliției imediat după absolvire, fără a fi nevoie să petreacă ceva timp în serviciu ca ofițeri de poliție în uniformă, spre deosebire de sistemul de poliție din SUA, unde o perioadă de serviciu în uniformă este o condiție necesară pentru ca cineva să devină detectiv de poliție.
Primul detectiv particular este considerat Eugène François Vidocq (1775-1857), a cărui viață a inspirat lucrările unor scriitori ca Victor Hugo, Edgar Allan Poe sau  Honoré de Balzac.
Primul detectiv fictiv este considerat C. Auguste Dupin, creat de Edgar Allan Poe. Dupin a apărut prima dată în povestirea „Crimele din Rue Morgue”, din 1841. El reapare în „Misterul lui Marie Rogêt” (1842) și „Scrisoarea furată” (1844). Poe a creat personajul Dupin înainte de a se inventa cuvântul detectiv. Personajul a pus bazele viitorilor detectivi fictivi, inclusiv a lui Sherlock Holmes și Hercule Poirot, și a stabilit cele mai multe dintre elementele comune ale genului ficțiunii de detectivi. Un alt detectiv fictiv foarte cunoscut este Philip Marlowe, creat de Raymond Chandler , dar și Columbo, al lui Richard Levinson și William Link.